# Gemeinde für Christus

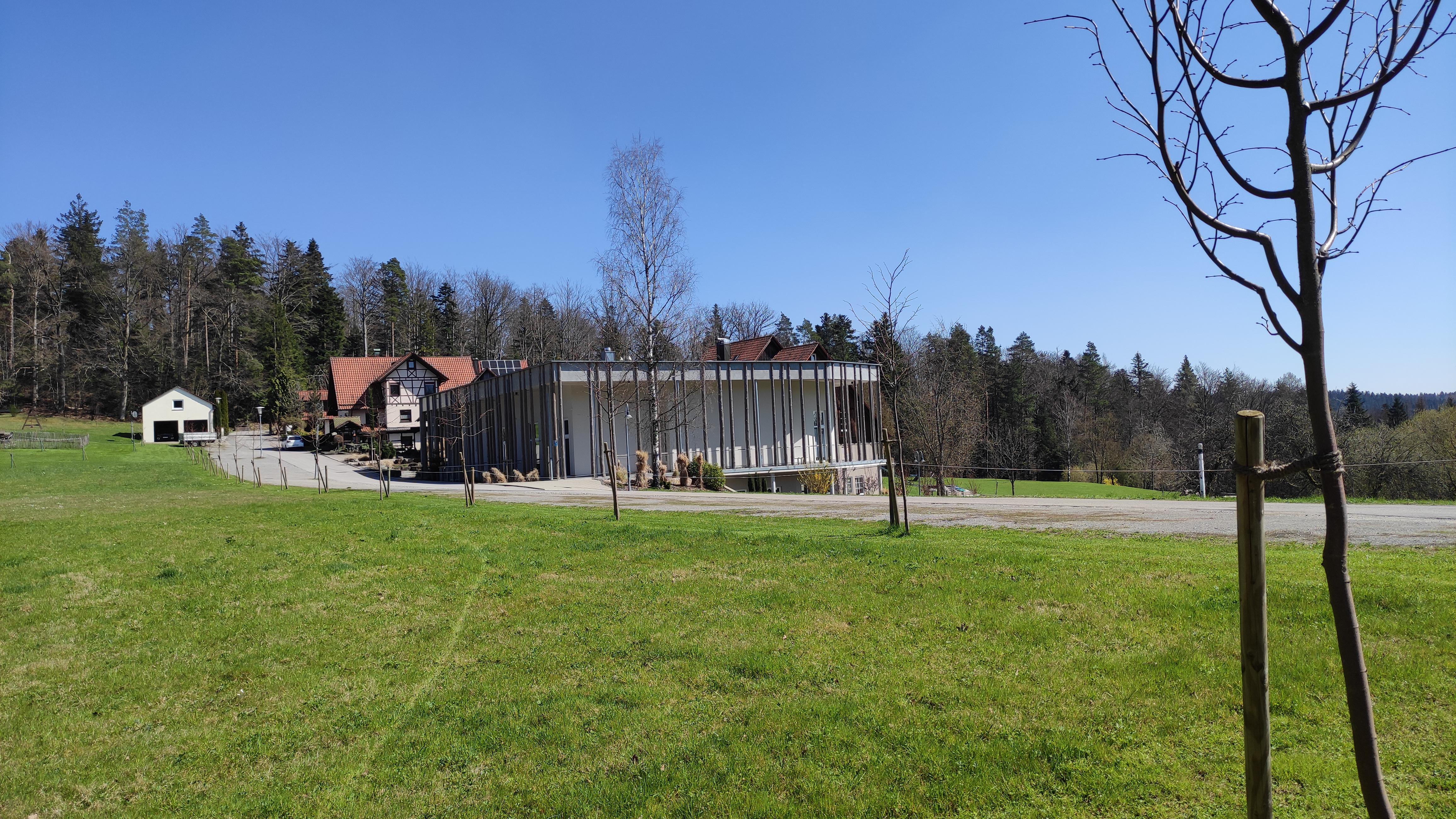
Gemeinde für Christus in Kaisersbach-Rotenmad

Die Gemeinde für Christus (GfC) ist eine pietistische Freikirche mit Wurzeln und mehrheitlicher Verbreitung im Kanton Bern. 1909 gegründet als Verein des Freien Blauen Kreuzes, wurde sie 1914 in Evangelischer Brüderverein (EBV) umbenannt und 2009 dann in Gemeinde für Christus. 2017 gab es um die 75 Gemeinden in der Schweiz und 25 in Deutschland; über die Anzahl der Gottesdienstbesucher werden jedoch keine Angaben gemacht, es werden schätzungsweise um die 10.000 Personen sein.

## Organisation
Die Gemeinde ist als Verein organisiert.

### Vorstand
Der Vorstand leitet die Gemeinde und besteht aus elf Mitgliedern. Er setzt sich ausschließlich aus Männern zusammen. Bislang waren Frauen in diesem Gremium nicht vertreten (Stand Januar 2024).

## Geschichte

### Ursprünge
Die Ursprünge der Gemeinde gehen auf die Erweckungsbewegung im Emmental, Gürbetal und im Berner Oberland im 19. Jahrhundert und speziell auf die sogenannte Heiligungsbewegung zurück. Im Rahmen der Evangelischen Gesellschaft wirkten damals in Bern Männer wie Elias Schrenk, Arnold Bovet und Franz Eugen Schlachter. Im Gefolge von Schlachter traten auch Laienevangelisten wie Albrecht Käser (1860–1937), Christian Grünig (1858–1925), Christian Portner (1870–1951), Gottfried Schwarz (1877–1958), Fritz Ryser (1857–1926), Christian Streit (1846–1926), Christian Fankhauser (1863–1937) oder Fritz Schüpbach (1841–1917) auf.

### Fritz Berger
Der Gründer des Evangelischen Brüdervereins Fritz Berger (1868–1950) kam ebenfalls aus diesem Umfeld. Von Beruf war er Wagner und Kleinbauer. Er litt an der Alkoholkrankheit, an Spielsucht und betrieb Wilderei. Nach seinen eigenen Aussagen erlebte er 1899 eine Bekehrung, trat darauf dem Blauen Kreuz bei, begann einen ordentlichen Lebenswandel und wurde abstinent. Genau drei Jahre später erlebte er eine Wiedergeburt und erfuhr dabei eine tiefe Heilsgewissheit.

### Gründung
Fritz Berger begann dann im Rahmen des Blauen Kreuzes und der Evangelischen Gesellschaft zu wirken. 1908 wurde er aus der Evangelischen Gesellschaft wegen Zusammenarbeit mit den suspendierten Evangelisten Portner und Grünig ausgeschlossen. Er gründete daraufhin 1909 den Verein Dürrgraben des Freien Blauen Kreuzes. Ab 1913 entstanden eigene Versammlungsgebäude. 1914 wurde das Werk in einen Verein umgewandelt und in Evangelischer Brüderverein umbenannt.

### Erste Evangelisten
Das Werk stellte eigene hauptamtliche Prediger, sogenannte Evangelisten an, wie z. B. 1917 Johann Schneider. Fritz Berger arbeitete ebenfalls vollzeitlich. Im Berner Jura wirkte der Fabrikant Louis Schwab im Sinne Bergers. Fritz Röthlisberger war einer der weiteren Evangelisten des Werkes. Er war durch Fritz Berger zum Glauben gekommen.

### Ausbreitung nach Deutschland
In den folgenden Jahren breitete sich das Werk kontinuierlich aus und eröffnete auch Zweige in Deutschland, z. B. bei Karl Kugler vom Weidenhof bei Welzheim und in Stuttgart-Vaihingen entstand eine Versammlung um Jakob Braun. In Süddeutschland entstanden dann kontinuierlich Ortsgemeinden mit eigenen Gemeindehäusern. Versammlungen wurden aber auch in zur Verfügung gestellten Sälen und Räumlichkeiten abgehalten. Einzelne Versammlungsplätze gibt es inzwischen in anderen Teilen Deutschlands; 2017 gab es insgesamt 25 Versammlungsorte. Nebst mehreren kleineren, regionalen Evangelisationen gibt es zwei große Konferenzen pro Jahr. Auch in Deutschland wurden nach und nach eigene Evangelisten angestellt.

### Organisation
Die Gemeinde für Christus ist nach dem schweizerischen Vereinsrecht organisiert. Die Mitgliederversammlung besteht aus den Delegierten der einzelnen Gemeinden. Die Leitung geschieht durch den Vorstand, dieses verteilt die Aufgaben an verschiedene Kommissionen. Vertreten wird der Verein durch den Präsidenten. Es gibt keine Mitgliederlisten und keine Mitgliedsbeiträge; denn Mitglied ist, wer wiedergeboren ist und sich zu den Versammlungen der Gemeinde zählt. Die Finanzierung geschieht ausschliesslich über freiwillige Beiträge. Für Deutschland gelten vergleichbare Regelungen.

### Präsidenten der Gemeinde für Christus
Hans Stucki war von 1914 bis 1929 erster Präsident des Evangelischen Brüdervereins. Nach ihm folgte 1929 Fritz Berger. Nach dessen Tod 1950 wurde sein Schwiegersohn Max Graf Präsident. Auf ihn folgten 1979 Fritz Pulfer, 2001 Max Schlumpf und 2007 Beat Strässler. Seit Mai 2023 ist Ulrich Gafner Präsident der GfC.

### Spaltung
In den 1960er Jahren spaltete sich der Brüderverein, der damals um die 240 Versammlungsorte in der Schweiz hatte, in eine grössere konservativere und eine kleinere offenere Richtung. Die Konservativen hielten an der bisherigen abgrenzenden und gesetzlichen Lehre, zentralistischen und autoritären Leitung fest; die offeneren Personen wollten Änderungen, die sich besser biblisch begründen und leben liessen. Insbesondere 45 Männer unter Leitung des Evangelisten Peter Zürcher konstituierten sich am 9. Dezember 1967 zur Vereinigung Freier Missionsgemeinden (VFMG). Es entstanden in kurzer Zeit 70 Gemeinden und Versammlungen, die heute eng mit den Freien Evangelischen Gemeinden und der Pilgermission St. Chrischona zusammenarbeiten. Der Brüderverein zählte nach der Spaltung noch 168 Versammlungsplätze.

### Neuorientierung
Die konservativere Richtung durchlief seit Beginn des 21. Jahrhunderts eine Reform mit dem Ziel, die biblische Lehre uneingeschränkt, ohne sektiererische Tendenzen („selbstgeschnitzte Steckenpferdchen“) und in einem schlichten, aber zeitgemäßen Rahmen zu verkünden und auf fundamentalistische Details weitgehend zu verzichten.
Auch das Verhältnis zwischen der Gemeinde für Christus und der Vereinigung Freier Missionsgemeinden hat sich inzwischen deutlich entspannt. 2009 kam es auf Initiative der Leitung der Gemeinde für Christus zu einem Versöhnungstreffen, um die Spaltung von 1967 aufzuarbeiten und im Frieden als zwei Gemeindeverbände weiterzugehen. 2017 konnte die Vereinigung Freier Missionsgemeinden im Zentrum der Gemeinde für Christus in Steffisburg ihr 50-Jahre-Jubiläum feiern, und seither fanden bereits vereinzelt gemeinsame Veranstaltungen statt.
Nach einer umfassenden Mitgliederbefragung beschloss der Brüderrat mit großer Mehrheit, der Gemeinde zum 100-jährigen Jubiläum am 4. Juli 2009 den neuen Namen Gemeinde für Christus zu geben. Der Evangelische Brüderverein in Deutschland schloss sich dieser Namensänderung im Jahr 2010 an. Nicht alle Mitglieder waren mit den inhaltlichen Veränderungen und formellen Neuerungen einverstanden, so dass konservative Kreise im Jahr 2011 einen eigenen Gemeindeverband gründeten mit dem Namen Evangelische Bibelgemeinde (EBG), der im Jahr 2023 sechzehn Gemeinden mit ungefähr siebenhundert Personen umfasst.

## Zentrale Lehren
- Autorität der Bibel als das inspirierte Wort Gottes
- Unterscheidung von Buße, Bekehrung und Wiedergeburt
- Heiligung ist Aussonderung von der Welt für ein Leben mit Gott[12]
- Erlösung in Christus gemäß Röm 6 LUT–8 LUT

## Mission
Seit 1954 pflegt der Brüderverein eine eigene Missionstätigkeit in Papua-Neuguinea unter dem Namen Swiss Evangelical Brotherhood Mission (SEBM). Am 6. April 1974 konnte daraus eine einheimische Kirche mit dem Namen Evangelical Brotherhood Church (EBC) gegründet werden. Sie umfasste 2012 über 100.000 Papuas und beschäftigte 173 einheimische Pastoren und 1.800 Sonntagschullehrer. Nachdem in den Siebzigerjahren bis 80 Schweizer und deutsche Missionare tätig waren, waren 2012 nur noch 41 westliche Missionare vorwiegend in Unterstützungs- und Beratungsdiensten aktiv, die tendenziell weiter abnehmen.
Später kamen Missionsfelder in Australien, Österreich (seit 1986), Frankreich, Kanada (2003) sowie unter Gastarbeitern in der Schweiz hinzu. In Polen (seit 1987), Rumänien, Italien, Ghana und Bolivien sowie im Rahmen der Missions-Fluggesellschaft Mission Aviation Fellowship (MAF) unterstützen Missionare der Gemeinde für Christus Pastoren und Missionare anderer evangelikaler Freikirchen. Über die Verbreitung christlicher Schriften in Biel wird christliche Literatur in vielen Sprachen in alle Welt versandt.

## Zusammenarbeit mit anderen Gemeinden
Die Gemeinde für Christus ist aus Tradition nicht Mitglied in übergeordneten Organisationen wie z. B. der Evangelischen Allianz. Sie lehrt aber, dass alle bekehrten und wiedergeborenen Christen die weltweite Gemeinde Christi bilden, unabhängig davon, welcher Organisation sie angehören. Die Gemeinde pflegt freundschaftliche Kontakte mit Christen anderer evangelikaler Freikirchen und Missionen hauptsächlich konservativer Prägung und stellt ihnen auch ihre Infrastruktur zur Verfügung. Die Evangelisten (Prediger) werden nicht nur in der eigenen Bibelschule in Widibühl bei Oberdiessbach ausgebildet, sondern auch in Zusammenarbeit mit anderen Bibelschulen, wie der Akademie für Weltmission (AWM) in Korntal und der Staatsunabhängigen Theologischen Hochschule (STH) in Basel. Die Ausbildung der Mitarbeiter für die Arbeit unter Kinder und Jugendlichen erfolgt in Kollaboration mit der Kinder-Evangelisations-Bewegung (KEB) in Bern. 2018 hatte der Gemeindeverband Beobachterstatus beim Verband Evangelischer Freikirchen und Gemeinden in der Schweiz, der später in eine Mitgliedschaft umgewandelt wurde.

### Allgemeine Publikationen
- Alfred Güdel: Fritz Berger und der Evangelische Brüderverein. Ein Beitrag zur Untersuchung der religiösen Strömungen im Kanton Bern seit dem ausgehenden 19. Jahrhundert.  Basler und Berner Studien zur historischen und systematischen Theologie, Bern, 1980, ISBN 3-261-04671-6, neu: ISBN 978-3-261-04671-0
- Rudolf Dellsperger, Markus Nägeli, Hansueli Ramser: Auf dein Wort. Beiträge zur Geschichte und Theologie der Evangelischen Gesellschaft des Kantons Bern im 19. Jahrhundert, Berchtold Haller Verlag, Bern, 1981, ISBN 3-85570-082-6
- Hans-Ueli Wenger: Das Leben Fritz Bergers – Theologie, Entstehung, Entwicklung und Spaltung des Evangelischen  Brüdervereins, FETA, Basel 1986
- Elisabeth Altenweger: Sintemalen. Roman, Berlin 2006, ISBN 3-89626-569-5
- Mathias Welz: Fritz Berger und die Heiligungsbewegung, ein Darstellungsversuch und Beitrag zum 100-jährigen Jubiläum des Evangelischen Brüdervereins. Diplomarbeit am Theologischen Seminar St. Chrischona, 2008.
- Kurt Beutler: Die Schweiz und ihr Geheimnis, fontis, Basel 2017, ISBN 978-3-03848-111-9, S. 152–153: Der Evangelische Brüderverein: Sekte oder Freikirche?

### Gemeindeeigene Publikationen
- Fritz Berger: Von der überschwenglichen Gnade Gottes in meinem Leben. 1988.
- Ernst Käser: Die Rechtfertigung des Lebens. 1984.
- Mein Wort behalten. 75 Jahre Evangelischer Brüderverein 1909-1984. Verlag des Evangelischen Brüdervereins, Herbligen BE, 1985.
- Eine offene Tür in Papua Neuguinea. 25 Jahre Mission des Evangelischen Brüdervereins. 1975.
- Monatsblatt Friedensbotschaft: eigene deutschsprachige Ausgaben für die Schweiz, Deutschland und Österreich. Außerdem redaktionell unabhängige Ausgaben auf Französisch, Italienisch, Englisch und Spanisch.
- Monatszeitschrift Auf der Spur (ehemals Schäflihirt) für Kinder. Ähnliche Publikationen auf Französisch (Le Petit Messager) und spanisch (Rescatados).
- Jubiläumsbroschüre: Unterwegs mit Christus – Rückblick – 100 Jahre Evangelischer Brüderverein, 2009.